# Кокшетауский деканат
Кокшета́уский декана́т — один из пяти деканатов Архиепархии Пресвятой Девы Марии в Астане. Расположен в северной части Республики Казахстан, включает территорию Акмолинской области. В настоящее время в Кокшетаукский деканат входит шесть приходов.
Декан — о. Войчех Скорупа.

## Приходы
На территории деканата расположены следующие приходы:
- г. Кокшетау — Римско-Католический приход Святого Антония Падуанского (Кокшетау; ул. Акана-Сери, 7),
- г. Атбасар — Приход Святого Духа (Атбасар; ул. Луки Белаш, 16),
- г. Щучинск — Приход Святого Авраама (Щучинск; ул. Сейфуллина 20),
- г. Макинск — Приход Святого Иосифа (Макинск; ул. Шевченко 27),
- г. Степногорск — Приход Матери Божьей Фатимской (Степногорск; микрорайон 4, дом 11).

## Монашеские конгрегации
деканате работают монахини нескольких женских монашеских конгрегаций:
- Община Блаженств (Communauté des Béatitudes)[2] (Кокшетау),
- Сестры Францисканки от Непорочной Девы Марии (SFI) (Атбасар),
- Конгрегация Сестёр Святейшей Семьи из Назарета (CSFN) (Щучинск),
- Дочери Милосердия Святого Викентия де Поль (Сестры Милосердия Святого Викентия де Поль) (FdC/SM) (Макинск)